# Золотниковская Пустынь
Золотниковская Пустынь — село в Тейковском районе Ивановской области. Входит в состав Морозовского сельского поселения.

## География
Находится в юго-западной части Ивановской области на расстоянии приблизительно 16 км на юг по прямой от районного центра города Тейково.

## История
Населенный пункт возник при Золотниковской Успенской пустыни, основанной в первой четверти XVII века. В 1859 году здесь (тогда в составе Суздальского уезда Владимирской губернии) был учтен 1 двор в Золотниковской пустыни и 23 двора и постовая станция в Золотниковской слободке.

## Население
Постоянное население составляло 10 человек для самой Золотниковской Пустыни и 147 для Золотниковской слободки (1859 год), 12 в 2002 году (русские 100 %), 16 в 2010.